# 크리스 아펠한스
크리스 아펠한스(Chris Appelhans)는 아이다호주에서 태어난 미국의 삽화가, 프로덕션 디자이너, 영화 감독이다. 그의 독립적인 예술 작품은 미국 전역의 갤러리에서 전시된다. 두 아동 도서, 《그레이하운드, 그라운드호그》와 《스파키》를 삽화했다. 2015년에 아동 도서상(Children's Choice Book Award)을 수상했다. 또한 2021년 영화 《위시 드래곤》의 작가이자 감독이다.
2012년 작가 모린 구와 결혼하여 로스앤젤레스에 거주하고 있다. 그들의 아들은 2020년에 태어났다.

## 필모그래피
| 연도 | 제목                               | 크레딧 | 크레딧 | 크레딧              | 크레딧 | 비고                                                |
| 연도 | 제목                               | 감독   | 작가   | 스토리보드 아티스트 | 기타   | 비고                                                |
| ---- | ---------------------------------- | ------ | ------ | ------------------- | ------ | --------------------------------------------------- |
| 2006 | 몬스터 하우스                      | 아니요 | 아니요 | 아니요              | 예     | 캐릭터 디자이너 컨셉 아티스트                       |
| 2008 | 시티 오브 엠버: 빛의 도시를 찾아서 | 아니요 | 아니요 | 아니요              | 예     | 컨셉 아티스트                                       |
| 2009 | 코렐라인: 비밀의 문                | 아니요 | 아니요 | 아니요              | 예     | 일러스트레이터                                      |
| 2009 | 판타스틱 Mr. 폭스                  | 아니요 | 아니요 | 아니요              | 예     | 환경 디자이너                                       |
| 2009 | 공주와 개구리                      | 아니요 | 아니요 | 아니요              | 예     | 비주얼 개발 아티스트                                |
| 2011 | 장화 신은 고양이                   | 아니요 | 아니요 | 아니요              | 예     | 비주얼 개발 아티스트                                |
| 2012 | 가디언즈                           | 아니요 | 아니요 | 아니요              | 예     | 추가 스토리 자료 캐릭터 디자이너                    |
| 2016 | 앵그리버드 더 무비                 | 아니요 | 아니요 | 아니요              | 예     | 추가 아티스트                                       |
| 2019 | 원더랜드                           | 아니요 | 아니요 | 예                  | 아니요 |                                                     |
| 2021 | 위시 드래곤                        | 예     | 예     | 아니요              | 예     | 영화 데뷔 역할: 온천 타월 웨이터 및 노마니 소매업자 |
| 2025 | 케이팝 데몬 헌터스                 | 예     | 예     | 아니요              | 아니요 |                                                     |

## 더 읽어보기
A Greyhound, A Groundhog
- “A Greyhound, a Groundhog by Emily Jenkins | SLJ Review”. 《School Library Journal》. 2020년 6월 30일에 확인함.
- 《A Greyhound, A Groundhog》 (영어). Kirkus Reviews.
- “A Greyhound, a Groundhog”. 《Publishers Weekly》. 2020년 6월 30일에 확인함.
- Watkins, Rowboat (2017년 2월 10일). “In Four Imaginative New Picture Books, Trees Become Houses, an Egg Hatches Into a Strange Baby Creature and More”. 《The New York Times》 (미국 영어). ISSN 0362-4331. 2020년 6월 30일에 확인함.

Sparky!
- “Sparky!”. 《Publishers Weekly》. 2020년 6월 30일에 확인함.
- 《Sparky!》 (영어). Kirkus Reviews.
- Hulick, Jeannette (2014년 2월 25일). 《Sparky! by Jenny Offill (review)》. 《Bulletin of the Center for Children's Books》 (영어) 67. 371–372쪽. doi:10.1353/bcc.2014.0214. ISSN 1558-6766.